# فهرست سامانه‌های چند سیاره‌ای
| طیف‌سنجی داپلر گذر | زمان‌سنجی گذری رصد مستقیم همگرایی گرانشی |

شمار کشف سالانه سیاره‌های فراخورشیدی تا سال ۲۰۲۳. رنگ‌ها نشانگر روش یافتن آن سیاره‌هاست.
طیف‌سنجی داپلر
گذر
زمان‌سنجی گذری
رصد مستقیم
همگرایی گرانشی

فهرست سامانه‌های چند سیاره‌ای (انگلیسی: List of multiplanetary systems) مجموعه‌ای از ۴۰۸۹ ستاره شناخته‌شده به داشتن سیاره فراخورشیدی (تا ۱ دسامبر ۲۰۲۳)، در مجموع ۸۸۷ منظومه چند سیاره‌ای شناخته شده، یا ستاره با دست کم دو سیاره تأیید شده‌است که فراتر از منظومه شمسی وجود دارد. این فهرست شامل سیستم‌هایی با حداقل سه سیارهٔ تأیید شده یا دو سیارهٔ تأیید شده‌است که نامزدهای اضافی پیشنهاد شده‌است. ستارگانی که بیشترین سیاره‌های تأیید شده را دارند خورشید (ستارهٔ منظومهٔ شمسی) و کپلر-۹۰ با ۸ سیاره تأیید شده هر کدام و پس از آن تراپیست-۱ با ۷ سیاره قرار دارند.
۸۸۷ منظومهٔ چند سیاره‌ای با توجه به فاصلهٔ ستاره از زمین در زیر فهرست شده‌اند. پروکسیما قنطورس، نزدیکترین ستاره به منظومه شمسی، دارای سه سیاره (b, c و d) است. نزدیکترین منظومه با چهار یا چند سیاره تأیید شده Tau Ceti است که چهار سیاره شناخته شده‌است. دورترین سیستم چند سیاره ای تأیید شده OGLE-2012-BLG-0026L است که در فاصله ۱۳۳۰۰ سال نوری قرار دارد.